# Marie Luise Kaschnitz
Marie Luise Freifrau Kaschnitz von Weinberg (Karlsruhe, 31. sječnja 1901. – Rim, 10. listopada 1974.), bila je njemačka književnica.

## Život
Rođena je kao treća od četevero djece Maxa Freiherra von Holzing Berstett i Else von Seldeneck. Njezin otac bio je časnik (kasnije general bojnik) koji je iz badenske prešao u prusku vojnu službu tako da je obitelj živjela u Berlinu i Potsdamu. Nakon Prvoga svjetskoga rata obitelj von Holzing Berstett napušta Berlin i seli se na obiteljsko imanje u Bollschwellu kod Freiburga. 
Nakon završena obrazovanja za knjižničarku Kaschnitz se zaposlila u izdavačkoj kući O. C. Recht Verlag u Münchenu, u kojoj je radila do udaje za arheologa Guida von Kaschnitz – Weinberg 1925. S njim putuje diljem Europe, te žive privremeno u različitim europskim gradovima u kojima njezin muž predaje arheologiju na fakultetima. Godine 1928. rodila je kćer Iris Konstanza, otprilike istovremeno počevši pisati pjesme. 
Prva kratka priča objavljena je 1930. u antologiji „Vorstoß  - Prosa der Ungedruckten“. Nakon habilitacije u Freiburgu njezin muž predaje arheologiju na različitim sveučilištima u Njemačkoj, nakon Freiburga u Königsbergu i 1937. u Marburgu gdje ostaje do 1941. Za to vrijeme nastaje roman „Elissa“. Nakon Marburga slijedi Frankfurt na Majni.
1953. – 1956. boravi u Rimu gdje je njezin muž ravnatelj Njemačkoga arheloškoga instituta. Godine 1960., dvije godine nakon smrti njezinog muža, zapošljava se na Katedri za poetiku na Frankfurtskomu sveučilištu. 
Umrla je 10. listopada 1974. u Rimu.

## Stvaralaštvo
Klasični oblici tradicijskoga pjesništva bili su obilježje njezina prijeratna stvaralaštva. 
Prvi roman „Liebe beginnt“ napisala je 1933. Andreas i Silvia vjeruju da za ljubav ne treba više od njih dvoje. Marie Luise Kaschnitz opisuje život novopečenog para koji nije svjestan kako vanjski utjecaji, kao nacionalno-socijalstička politika zemlje u kojoj žive, mogu utjecati na njih i promijeniti život i osjećaje. 
Godine 1937. napisala je drugi roman,  „Elissa“, književničino jezično remek-djelo. U njezinim romanima žene su glavni likovi, njihove duševne krize i unutrašnje preobražaje opisuje intenzivnim i koncentriranim lirčkim stilom.
Za vrijeme nacionalsocijalizma autorica se povukla u sebe, nezadovoljna sustavom i političkom situacijom. Kasnije je kritizirala svoju pasivnost i strah pred režimom. U svojim djelima napušta klasični, tradicijski stil jer je sve, šta je do tada po njezinu sudu bilo mjerodavno, za vrijeme rata uništeno. Godine 1948. izdaju zbirku pjesama „Totentanz und Gedichte zur Zeit“  u kojoj još piše klasičnu, rimovanu poeziju. Nosi nadimak „Trümmerdichterin“ (Pjesnikinja ruševina) zbog tema koje obrađuje. 
Godine 1951. izlazi zbirka kratkih priča „Das dicke Kind und andere Erzählungen“  s kojom brzo postaje poznata. Priča „Das dicke Kind“ ima autobiografske elemente i autorica primjenjuje životinjsku simboliku što priču čini izuzetno čudnom. Ona je puna straha, gađenja i autoagresije, svojevrsni proces samospasa autorice koja ponovo proživljava vlastito djetinjstvo.
Za sobom je ostavila bogat i raznovrstan opus, pisala je romane, pripovijetke, eseje, poeziju i autobiografske tekstove.

## Djela
- Liebe beginnt, roman, Berlin 1933.
- Elissa, roman, Berlin 1936.
- Griechische Mythen, proza, Hamburg 1943.
- Menschen und Dinge 1945., 12 eseja, Heidelberg 1946.
- Gedichte, Hamburg 1947.
- Totentanz und Gedichte zur Zeit, Hamburg 1948.
- Adam und Eva (1949.)
- Zukunftsmusik, poezija, Hamburg 1950.
- Hiroshima (1951.)
- Das dicke Kind und andere Erzählungen. Krefeld 1952.
- Ewige Stadt, poezija o Rimu, Krefeld 1952.
- Engelsbrücke, rimska promatranja, Hamburg 1955.
- Das Haus der Kindheit, autobiografija, Hamburg 1956.
- Lange Schatten, kratke priče, Hamburg 1960.
- Dein Schweigen – meine Stimme, poezija, 1958. – 1961. Hamburg 1962.
- Hörspiele, Hamburg 1962.
- Einer von zweien (1962.)
- Wohin denn ich, zapisi, Hamburg 1963.
- Überallnie, izabrane pjesme, 1928. – 1965. Hamburg 1965.
- Ein Wort weiter (1965.)
- Ferngespräche, kratke priče, Frankfurt am Main 1966.
- Beschreibung eines Dorfes, Frankfurt am Main 1966.
- Popp und Mingel (1967.)
- Ein Gedicht (1967.)
- Tage, Tage, Jahre, zapisi, Frankfurt am Main 1968.
- Die fremde Stimme, München 1969.
- Steht noch dahin, proza, Frankfurt am Main 1970.
- Kein Zauberspruch, poezija, Frankfurt am Main 1972.
- Orte, zapisi, Frankfurt am Main 1973.
- Der alte Garten, bajka, Düsseldorf 1977. (posthum )

## Nagrade
- 1955.: Nagrada Georg Büchner
- 1957.: Nagrada Immermann Grada Düsseldorfa
- 1961.: Villa-Massimo-Stipendium
- 1966.: Goetheova plaketa Grada Frankfurta na Majni
- 1967.: Pour le mérite für Wissenschaft und Künste
- 1968.: Počasni doktorat Sveučilišta Johanna Wolfganga Goethea
- 1970.: Nagrada Johann Peter Hebel savezne države Baden-Württemberg
- 1971.: Goetheeova plaketa Države Hessen
- 1973.: Roswitha-Gedenkmedaille

## Vanjske poveznice
- Marie Luise Kaschnitz
- Kunst und Kultur (njem.)  Arhivirana inačica izvorne stranice od 18. srpnja 2014. (Wayback Machine)